# Extração com fluido supercrítico
Extração com fluido supercrítico (abreviada como EFS e abreviada na literatura em inglês como SFE, de Supercritical Fluid Extraction) é o processo de separação de um componente (o extratante) de outro (a matriz) usando fluidos supercríticos como o solvente extratante. Extração é usualmente de uma matriz sólida, mas pode também ser de líquidos. EFS pode ser usada como uma preparação de amostra, etapa com propósitos analíticos, ou em uma escala maior para remover o material indesejado de um produto (e.g. descafeinação) ou coletar um produto desejado (e.g. óleos essenciais). Esses óleos essenciais podem incluir limoneno e outros solventes específicos. Dióxido de carbono (CO2) é o fluido supercrítico mais utilizado, às vezes modificado por co-solventes tais como etanol ou metanol. Condições de extração oara dióxido de carbono supercrítico estão acima da temperatura crítica de 31 °C e pressão crítica de 74 bar. Adição de modificadores pode alterar ligeiramente isso. A discussão abaixo se refere principalmente a extração com CO2, exceto quando especificado.

## Vantagens

### Seletividade
As propriedades de um fluido supercrítico podem ser alteradas pela variação da pressão e temperatura, permitindo extração seletiva. Por exemplo, óleos voláteis podem ser extraídos de uma planta com baixas pressões (100 bar), Enquanto a extração líquida também eliminaria lipídios. Lipíidios podem ser removidos usando CO2 puro a altas pressões, e então fosfolipídios podem ser removidos pela adição de etanol ao solvente. O mesmo princípio pode ser usado para extrair polifenóis e ácidos graxos insaturados separadamente de resíduos de vinho.

### Velocidade
Extração é um processo baseado em difusão, no qual o solvente é requerido para difundir-se na matriz e no material extraído difundindo-se para fora da matriz no solvente. As difusividades são muito mais rápidas nos fluidos supercríticos do que em líquidos, e, portanto, a extração pode ocorrer mais rapidamente. Além disso, devido à falta de tensão superficial e viscosidades negligenciável em comparação com líquidos, o solvente pode penetrar mais na matriz inacessível a líquidos. Uma extração usando um líquido orgânico pode levar várias horas, enquanto a extração de fluido supercrítico pode ser completada em 10 a 60 minutps.